# Jacurso
Jacurso ist eine Gemeinde mit 528 Einwohnern (Stand 31. Dezember 2023) in der italienischen Provinz Catanzaro, Region Kalabrien.
Das Gebiet der Gemeinde liegt auf einer Höhe von 441 m über dem Meeresspiegel und umfasst eine Fläche von 21 km². Die Nachbargemeinden sind Cortale, Curinga, Filadelfia (VV), Maida, Polia (VV) und San Pietro a Maida. Jacurso liegt 38 km südwestlich von Catanzaro.